# 王悦尘
王悦尘（1908年—1989年），男，直隶（今河北）威县人，中华人民共和国政治人物，曾任司法部副部长，第六届全国政协委员。